# Ken Waldichuk
Kenneth Dieter Waldichuk (San Diego, California, 8 de enero de 1998), más conocido como Ken Waldichuk, es un jugador profesional estadounidense de béisbol que se desempeña en la posición de lanzador en Athletics, equipo de las Grandes Ligas de Béisbol (MLB).

## Carrera
En 2022, Waldichuk hizo su debut en la MLB con el equipo Athletics, donde lleva jugando dos temporadas.